# Гимн цыган
Цыга́нский гимн — один из двух общенациональных символов цыганского народа, наряду с цыганским флагом. Принят 8 апреля 1971 года на первом Всемирном конгрессе цыган. Написан на основе народной песни «Джелем, джелем». Автор слов — Жарко Йованович.
Особенностью гимна является отсутствие чётко установленной мелодии, каждый исполнитель аранжирует народный мотив по-своему. Также существует и несколько вариантов текста, у которых в точности совпадают только первый куплет и припев. Все варианты признаются цыганами.

## Текст гимна
| слова (на цыганском языке) | русский перевод |
| --- | --- |
| Джелем, джелем, лунгонэ дромэнса, Маладилэм бахталэ ромэнса, Джелем, джелем, лунгонэ дромэнса, Маладилэм бахталэ ромэнса. Ай, ромалэ, ай, чавалэ! Ай, ромалэ, катар тумэн авэн Лэ церенса бахталэ дромэнса Ви манса су бари фамилия Мудардала э кали легия. Авэн манса са лумниякэ рома, Кай путайлэ лэ романэ дрома, Акэ вряма — ушти ром акана Амэ сутаса мишто кай кэраса. Ай, ромалэ, ай, чавалэ! | Ехал я, ехал долгими дорогами, Я встречал счастливых цыган. Ехал я, ехал долгими дорогами, Я встречал счастливых цыган. Ай, цыгане, ай, ребята. Цыгане, откуда вы едете С шатрами по счастливым дорогам? Прежде была и у меня большая семья, Да убили её Чёрные Легионы… Идёмте со мною, цыгане мира, Открыты цыганские дороги! Время пришло цыганам подняться, Высоко мы поднимемся, если будем действовать. Ай, цыгане, ай, ребята. |

## Альтернативный гимн
Цыгане Венгрии имеют свой собственный гимн, который они часто называют не гимном цыган Венгрии, а просто — цыганским гимном.